# Timetes (rei de Atenas)
Timetes, filho de Oxintes, foi o último rei de Atenas descendente de Teseu. Ele era um bastardo, e tornou-se rei ao assassinar seu irmão mais velho Afidas.
Existem versões diferentes sobre como ele deixou de ser rei, sendo sucedido por Melanto.
Segundo Pausânias, quando os heráclitas tomaram o Peloponeso, Melanto, junto com outros exilados, foi para Atenas, e lá derrubou Timetes, tornando-se rei.
De acordo com o texto bizantino Suda, houve um conflito de fronteiras entre Atenas e a Beócia. Xanto desafiou Timetes para um duelo, que não aceitou; mas Melanto aceitou lutar por Atenas. Melanto usou de um truque sujo, e matou Xanto.